# 崔棟 (嘉靖己未進士)
崔棟（？—？），字隆吉，河南南陽府泌陽縣人，民籍，明朝政治人物。同進士出身。

## 生平
嘉靖二十八年（1549年）己酉科河南鄉試第四十九名舉人。嘉靖三十八年（1559年）中式己未科會試第三十九名，三甲第四名進士。隆庆元年（1567年）官山西襄陵县丞。

## 家族
曾祖崔通；祖父崔周；父崔然，母尚氏。具慶下。